# Unciaal 060
Unciaal 060 (Gregory-Aland), ε 13 (von Soden), is een van de Bijbelse handschriften. Het dateert uit de 6e eeuw en is geschreven met hoofdletters (uncialen) op perkament.

## Beschrijving
Het bevat de tekst van de Evangelie volgens Johannes (14,14-17.19-21.23-24.26-28). De gehele Codex bestaat uit 1 blade (14 x 12 cm) en werd geschreven in twee kolommen per pagina, 24 regels per pagina.
De Codex geeft de gemengde tekst weer. Kurt Aland plaatste de codex in Categorie III.

## Geschiedenis
Het handschrift bevindt zich in de Staatliche Museen zu Berlin (P. 5877) in Berlijn.